# Rudolf II. (Hachberg-Sausenberg)

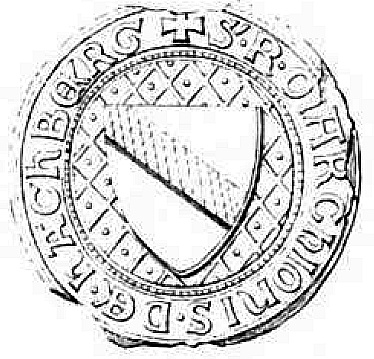
Siegel des Markgrafen Rudolf II. von Hachberg-Sausenberg

Rudolf II. von Hachberg-Sausenberg (* 1301; † 1352) war Markgraf von Hachberg-Sausenberg und Landgraf im Breisgau. Er beerbte zusammen mit seinem Bruder Otto, seinen 1318 verstorbenen Bruder Heinrich, der erst zwei Jahre zuvor (1316) die Herren von Rötteln beerbte, wodurch das von seiner Familie beherrschte Territorium sich mehr als verdoppelte.

## Leben
Rudolf war der Sohn des Markgrafen Rudolf I. von Hachberg-Sausenberg und der Erbtochter des Otto von Rötteln, Agnes (?). Nachdem sein älterer Bruder Heinrich 1318 jung verstorben war, übernahm Rudolf zusammen mit seinem zweiten Bruder Otto die Regentschaft über die Herrschaft Rötteln und die Landgrafschaft Sausenberg. Die Residenz wurde von der Sausenburg auf die Burg Rötteln verlegt.
Im Herbst 1332 belagerten Truppen der Stadt Basel seine Burg Rötteln, da er den Bürgermeister von Basel, Burkhard Werner von Ramstein, erstochen hatte. Der Konflikt wurde nach Schlichtung durch den Adel von Stadt und Land beigelegt. Die Hintergründe der Tat bleiben unklar, aber die Markgrafen von Hachberg-Sausenberg waren mit der Basler Adelsgesellschaft der Psitticher verbunden, während die von Ramstein zu den rivalisierenden Sternern gehörten.

## Die Familie

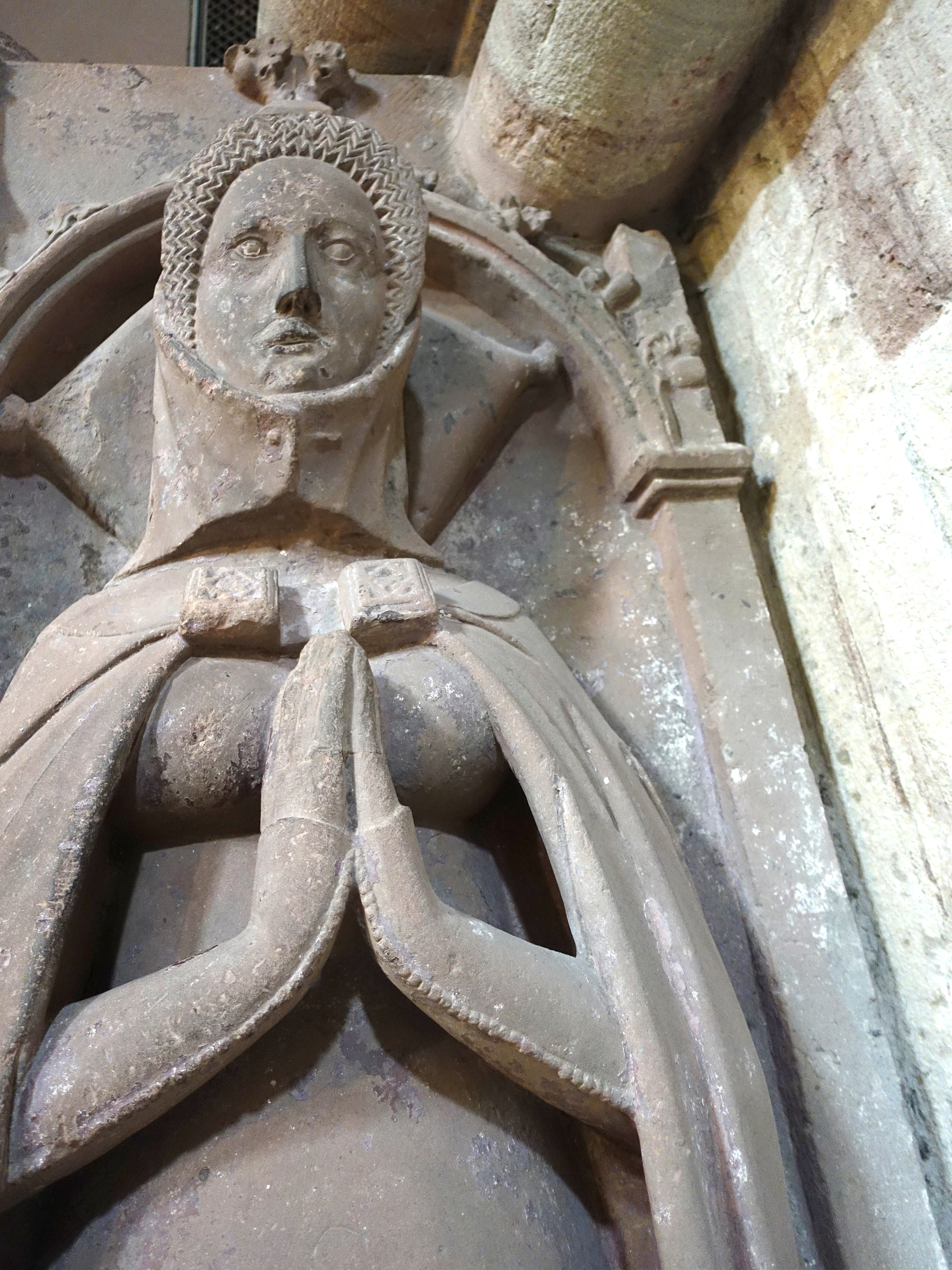
Spätgotisches Figurengrabmal im Basler Münster

Rudolf war mit Katharina († 1385), der Tochter des Grafen Walram II. von Thierstein verheiratet. Aus der Ehe gingen folgende Kinder hervor:
- Rudolf III. (1343–1428) – Markgraf von Hachberg-Sausenberg
- Agnes († um 1405) ⚭ Burkhard II. von Buchegg (erw. 1337; † nach 10. Juni 1365)

Graf Walram III. von Thierstein-Pfeffingen war ein Bruder von Katharina.

## Darstellung im historischen Roman
Rudolf ist die Hauptfigur in dem 1930 erschienenen historischen Roman von Käthe Papke, Der eiserne Markgraf von Sausenberg-Rötteln. Papke schreibt in diesem Roman die Tötung des Basler Bürgermeister Rudolfs Bruder Otto zu, der als Choleriker dargestellt wird. Sie verwebt auch die Sage von der „Hexe von Binzen“ mit den beiden historischen Figuren Rudolf und Otto.